# Зварыгин, Пантелей Александрович
Пантелей Александрович Зварыгин (1914—1944) — участник Великой Отечественной войны, командир батальона 797-го стрелкового полка 232-й стрелковой дивизии, 40-я армия, 2-й Украинский фронт, майор. Герой Советского Союза.

## Биография
Родился в деревне Баюново, ныне Косихинского района Алтайского края, в семье крестьянина.
Образование неполное среднее. С 1930 года жил в г. Ленинске-Кузнецком, где в 1932 году окончил школу горпромуча, работал в ЦЭС (до 1934), затем работал слесарем-электриком на горноспасательной станции.
Член ВКП(б)/КПСС. Пошёл на военную службу рядовым в июле 1941 года, окончил военное училище.
В действующей армии — с июля 1942 года. В 1942 году под Сталинградом Зварыгин командовал взводом, потом ротой; в 1944 году — батальоном, был заместителем командира полка.
Майор 3варыгин умело руководил своим подразделением при форсировании реки Южный Буг в районе с. Щуровцы Гайсинского района Винницкой области (15.03.1944) и реки Днестр в районе с. Серебрия Могилев-Подольского района Винницкой области (25.03.1944). Освобождал Карпаты.
4 декабря 1944 года Пантелей Александрович Зварыгин пал в бою за венгерское село Шайовамош. Похоронен в городе Дебрецен).

## Награды
- Указом Президиума Верховного Совета СССР от 13 сентября 1944 года за образцовое руководство батальоном и за личную храбрость, проявленные в боевых действиях на территории Молдавии, майору Пантелею Александровичу Зварыгину присвоено звание Героя Советского Союза с вручением ордена Ленина и медали «Золотая Звезда».
- Награждён также тремя орденами Красного Знамени, орденом Красной Звезды и медалями.

## Память
- Имя Героя увековечено на Мемориале Славы в г. Барнауле.
- П. А. Зварыгин включён в Энциклопедию Алтайского края.
- В день двадцатилетия Победы над фашизмом бывшая улица Б. Вокзальная в г. Ленинск-Кузнецком была переименована в улицу Героя Советского Союза Зварыгина.
- В музее боевой славы МОУ СОШ № 38 Ленинска-Кузнецкого имеется раздел, посвященный П. А. Зварыгину[1].
- На здании администрации ПТУ № 38 (г. Ленинск-Кузнецкий, улица Лермонтова) в 1975 году установлена мемориальная доска, где сказано[2]:

«Здесь с 1930—1932 гг. учился Герой Советского Союза Пантелей Александрович Зварыгин. Погиб при освобождении Венгрии в 1944 г.».